# Gunna Wendt

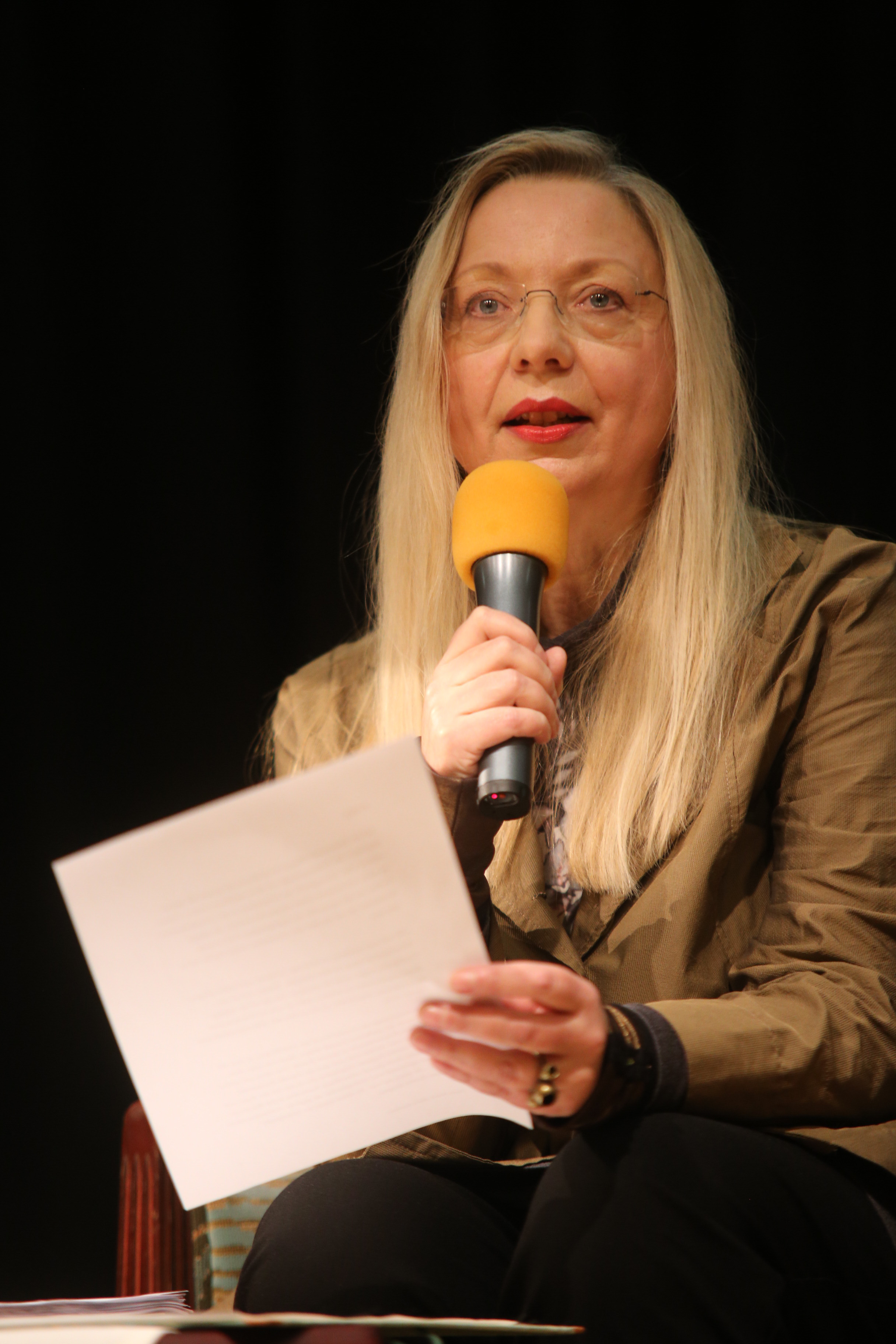
Gunna Wendt bei einer Lesung in Konstanz am 14. Januar 2014

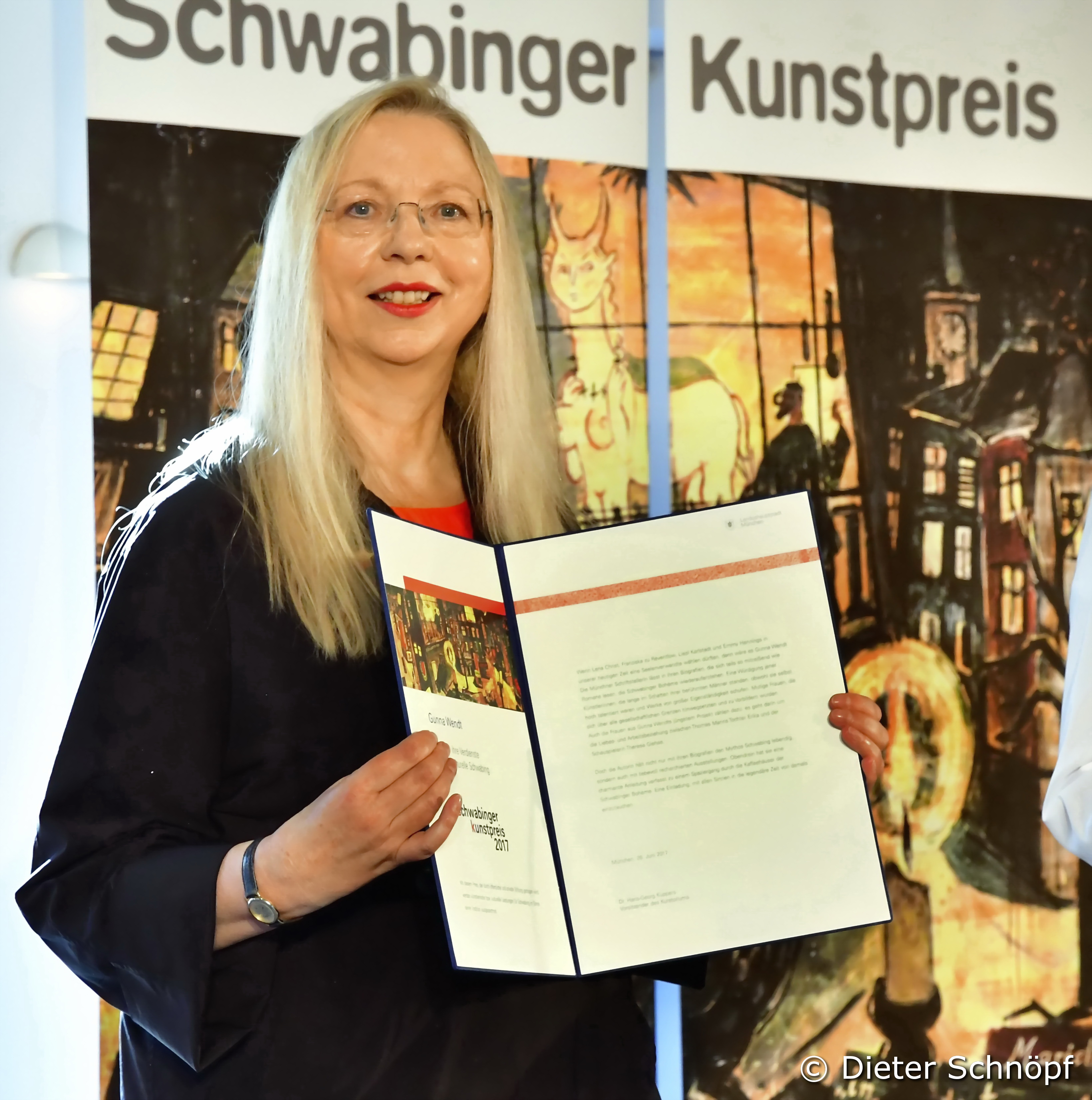
Gunna Wendt, Schwabinger Kunstpreis 2017

Gunna Wendt (* 26. Januar 1953 in Pattensen-Jeinsen) ist eine deutsche Schriftstellerin und Ausstellungsmacherin.

## Leben
Gunna Wendt schrieb schon als 12-jährige Schülerin Gedichte und Geschichten, u. a. das in der Hannoverschen Allgemeinen 1965 veröffentlichte Märchen Die Liederprinzessin und der Trommelkönig.
Sie besuchte die Helene-Lange-Schule in Hannover und studierte nach dem Abitur Soziologie und Psychologie an der Universität Hannover. 1979 schloss sie ihr Studium mit dem Magister (M.A.) ab. Schwerpunkte ihres Studiums waren Psychologie, Philosophie und Kunstsoziologie. Ihre Magisterarbeit schrieb sie bei Oskar Negt zum Thema Paula Modersohn-Becker. Zur Situation einer Künstlerin um die Jahrhundertwende in Deutschland.
Schon damals begann ihre Beschäftigung mit dem Thema Biografie. Mittlerweile hat sie zahlreiche Biografien und Porträts publiziert, in denen sie das Leben und vor allem das Werk der Protagonisten vor dem Hintergrund des historischen Kontexts ins Zentrum stellt. Meist hat sie sich auf diese Weise Frauen genähert; viele von ihnen haben etwas mit München zu tun und lebten Anfang des 20. Jahrhunderts. Sie stützt sich bei ihrer Arbeit auf historische Daten, gewichtet aber das historisch belegte Material: Ihre Bücher stellen eine Mischung aus Roman und Biografie dar. In dieser Herangehensweise sieht Gunna Wendt eine Verwandtschaft zu Kino und Fernsehen und führt in diesem Zusammenhang die Filme Mishima – Ein Leben in vier Kapiteln von Paul Schrader, Molière (1978) von Ariane Mnouchkine und Mit meinen heißen Tränen von Fritz Lehner an. Ruth Klüger schreibt über Gunna Wendts Buch Clara und Paula: „Das eigentlich Neue und Fesselnde ist der weibliche Blick auf weibliches Leben und weiblichen Ehrgeiz.“
Von 1984 bis 1985 war Wendt Regieassistentin und Dramaturgin bei verschiedenen freien Theaterproduktionen in München und Sommerhausen.
Sie betreute zehn Jahre lang das Literaturtelefon in München (1992–2002) und war zwei Jahre lang Redakteurin des monatlich vom Kulturreferat herausgegebenen „Literaturblatts München“ (1994–1995).
Von 1988 bis 1996 arbeitete sie als Redakteurin beim freien Münchner Radiosender Jazz Welle Plus. Sie konzipierte und moderierte die wöchentlichen Sendungen Literaturklub und Kultur vor acht – Theater. In ihren Literaturklub-Sendungen stellte sie Werke der zeitgenössischen Literatur vor und führte Gespräche mit Autoren und Übersetzern.
Zum aktuellen Münchner Theatergeschehen führte sie Interviews mit Schauspielern und Regisseuren. 1989 wurde sie mit dem Hörfunkpreis der BLM (Bayerische Landeszentrale für neue Medien) ausgezeichnet.
Ihre Arbeit als Ausstellungsmacherin begann sie 1995 im Münchner Literaturarchiv Monacensia: Zerlegen und Zusammensetzen. Gert Hofmanns literarische Welten. Es folgten weitere Ausstellungen in der Monacensia, im Deutschen Theatermuseum München und auf der Insel Mainau, u. a. über Thomas Strittmatter, Helmut Qualtinger, Maria Callas sowie die Dynastien der Romanows und der Bernadottes.
Sie ist Mitglied der GEDOK.
Im Februar 2011 wurde sie in den Kreis der Münchner Turmschreiber berufen. 2017 wurde sie mit dem Schwabinger Kunstpreis ausgezeichnet.
Gunna Wendt lebt seit 1981 in München.

## Werke
- Bei der Laterne woll'n wir stehen, Penguin Verlag, München 2024, ISBN 978-3-328-60316-0
- Die Freude meines Lebens. Geschichten von berühmten Müttern und Töchtern, Philipp Reclam jun. Verlag, Ditzingen 2023, ISBN 978-3-15-011380-6
- Ita und Marie. Ita Wegman und Marie Steiner – Schicksalsgefährtinnen und Konkurrentinnen um Rudolf Steiner. Piper Verlag, München 2023, ISBN 978-3-492-31536-4.
- Computermacht und Vernunft: Hommage an Joseph Weizenbaum. Limbus Verlag, Innsbruck 2023, ISBN 978-3-99039-232-4.
- Waren wir doch Teile voneinander. Geschichten von berühmten Schwestern. Philipp Reclam jun. Verlag, Ditzingen 2022,  ISBN 978-3-15-011381-3.
- Henrik Ibsen und die Frauen. Essay. Limbus Verlag, Innsbruck 2020, ISBN  978-3-99039-186-0.
- Liesl Karlstadt. Ein Leben. (Überarbeitete Neuausgabe). btb Verlag,  München 2019, ISBN 978-3-442-71907-5.
- Frauen erfinden sich selbst. Biografische Skizzen geheimnisvoller Frauen. marix verlag, Wiesbaden 2018, ISBN 978-3-7374-1062-5.
- Erika und Therese. Erika Mann und Therese Giehse – Eine Liebe zwischen Kunst und Krieg. Piper Verlag, München 2018, ISBN 978-3-492-30941-7.
- Maria Callas – Musik ist, was ich am meisten liebe. Herder, Freiburg im Breisgau 2017, ISBN 978-3-451-06824-9.
- Die Bechsteins – eine Familiengeschichte. Aufbau, Berlin 2016, ISBN 978-3-351-03613-3.
- Ruth Drexel – eine Frau mit Eigensinn. Langen Müller, München 2014, ISBN 978-3-7844-3349-3.
- Alexandra – die letzte Zarin, Insel Verlag, Berlin 2014, ISBN 978-3-458-36020-9.
- Vom Zarenpalast zu Coco Chanel. Die Großfürstin Maria Pawlowna Romanowa. Insel-Verlag, Berlin 2013, ISBN 978-3-458-35897-8 (Insel-Taschenbuch 4197).
- Lena Christ. Die Glückssucherin. Langen Müller, München 2012, ISBN 978-3-7844-3289-2.
- Lou Andreas-Salomé und Rilke – eine amour fou. Insel-Verlag, Berlin 2010, ISBN 978-3-458-35352-2 (Insel-Taschenbuch 3652).
- Die Furtwänglers: Elisabeth Furtwängler, Kathrin Ackermann, Maria Furtwängler. Langen Müller, München 2010, ISBN 978-3-7844-3239-7.
- Die Bernadottes und die Romanoffs. Europäische Dynastien auf der Mainau. Huber-Frauenfeld, Stuttgart / Wien 2009, ISBN 978-3-7193-1523-8.
- Lisa Della Casa. Von der Arabella zur Arabellissima. (mit Monika Faltermeier-Prestl), Huber-Frauenfeld, Stuttgart 2008, ISBN 978-3-7193-1484-2.
- Meine Stimme verstörte die Leute. Diva assoluta Maria Callas. btb Verlag, München 2008, ISBN 978-3-442-73787-1.
- Franziska zu Reventlow. Die anmutige Rebellin. Biographie. Aufbau, Berlin 2008, ISBN 978-3-351-02660-8. Aufbau-Taschenbuch 7084, Berlin 2011, ISBN 978-3-7466-7084-3.
- Liesl Karlstadt. Münchner Kindl und Travestie-Star. Ed. Ebersbach, Berlin 2007.
- Meine Stimme verstörte die Leute. Diva assoluta Maria Callas. Knaus, München 2006, ISBN 3-8135-0237-6. Taschenbuch btb Random House, München 2008, ISBN 978-3-442-73787-1.
- Maria Callas oder Die Kunst der Selbstinszenierung. Henschel Verlag, Berlin 2006, ISBN 3-89487-537-2.
- Sonja Gräfin Bernadotte. Ein Porträt. Droste, Düsseldorf 2004, ISBN 3-7700-1163-5.
- Clara und Paula. Das Leben von Clara Rilke-Westhoff und Paula Modersohn-Becker. Europa Verlag, Hamburg 2002, ISBN 3-203-84031-6. TB Serie Piper, München 2007, ISBN 978-3-492-24642-2.
- Helmut Qualtinger. Ein Leben. Deuticke, Wien 1999, ISBN 3-216-30439-6.
- Liesl Karlstadt. Ein Leben. Piper, München / Zürich 1998, ISBN 3-492-22981-6.
- Der Tod ist eine Maschine aus Eis. Annäherung an Thomas Strittmatter. A-1-Verl. München 1997. (= MonAkzente; 4) ISBN 3-927743-31-3.
- Zerlegen und Zusammensetzen, Gert Hofmanns literarische Welten. A-1-Verl. München 1995.

## Rundfunk
mehr als 200 Literaturklub-Sendungen (60 Min.) in der Jazz Welle Plus zur zeitgenössischen Literatur:
- Gespräche mit (bzw. Porträts von) Autoren, Gespräche mit Übersetzern, Gespräche mit Verlegern, darunter Interviews mit Joseph Brodsky, Georges-Arthur Goldschmidt, George Steiner, Carl Djerassi, Gerd Binnig, Agota Kristof, Ismail Kadaré, Harry Mulisch, Lars Gustafsson, Peter Hoeg, Wolfgang Koeppen, Elfriede Jelinek u. v. a.
- Mehr als 70 Kultur vor acht – Theater-Sendungen (30 Min.) in der Jazz Welle Plus zum aktuellen Münchner Theatergeschehen:
- Besprechung aktueller Aufführungen, Gespräche mit Schauspielern, Regisseuren, Theaterautoren: Helmut Griem, Doris Schade, Christa Berndl, Senta Berger, Krista Posch, Frank Castorf, Herbert Achternbusch, Albert Ostermaier, Oliver Czeslik u. v. a.
- Wenn ich Sie wäre, wäre ich lieber ich. Gert Hofmann und seine Hörspielfiguren. Radioessay, Bayerischer Rundfunk, Hörspiel und Medienkunst, Erstsendung am 29. Januar 1996.
- Wer nicht fühlen will, muß hören. Zu den Hörspielen von Elfriede Jelinek. Radioessay, Bayerischer Rundfunk, Hörspiel und Medienkunst, Erstsendung am 8. November 1996, überarbeitete Version vom 19. Juli 2004.

## Theater
- 1991 Überlass das Theater mir. Eine Komödie (zusammen mit Martin Roth). Österreichischer Bühnenverlag Kaiser, Wien.
- 1995 Libretto Macht Masse Mensch. Musik-Theater nach Ideen von Elias Canetti (Komposition: Sandeep Bhagwati, Regie: Claus Guth). Uraufführung am 13. Januar 1996, Labor der Bayerischen Staatsoper, München.
- 1996 Libretto Sehn-Sucht. Musik-Theater nach Motiven aus Goethes `Wilhelm Meisters Lehrjahre´ (Komposition: Alessandro Sbordoni, Regie: Andrea Schwalbach). Uraufführung am 21. September 1996, Theaterhaus Frankfurt / 5. Dezember 1996 Teatro Olimpico, Accademia Filarmonica Rom.
- 1997 Das Neue. Ein Sketch. Uraufführung am 22. September 1997, Literaturhaus München.
- 2001 Libretto AIAIA (Komposition: Markus Schmitt). Uraufführung am 24. Juni 2001, Cuvilliés-Theater München / 3. Juli 2001 Theater an der Sihl, Zürich.
- 2002 Camouflage oder Lebenslänglich komisch. Theaterstück über das Leben von Liesl Karlstadt, Stückgut Verlag, München.

## Ausstellungen
- 1995 Zerlegen und Zusammensetzen. Gert Hofmanns literarische Welten in der Monacensia Literaturarchiv und Bibliothek, München, März bis Juni 1995. In der Kleinen Fronfeste, Limbach, Oktober bis November 1995. Im Haus der Literatur, Darmstadt, Januar bis Februar 1996. In der Stadtbibliothek Chemnitz, Februar 2001.
- 1997 Der Tod ist eine Maschine aus Eis.Thomas Strittmatter (1961–1995) in der Monacensia Literaturarchiv und Bibliothek, München, April bis September 1997. Im Rathaus St. Georgen März 1998. Im Literaturarchiv Sulzbach-Rosenberg, Oktober 1998.
- 1999 Helmut Qualtinger -Schauspieler.Kabarettist.Menschenimitator. Schriftsteller. Wiener im Deutschen Theatermuseum, München, Februar bis April 1999.
- 2000 Fremd(w)orte. Schreiben und Leben. Exil in München in der Monacensia Literaturarchiv und Bibliothek, München, März bis September 2000.
- 2000 Der Traum vom Schreiben. Schriftstellerinnen in München (1860 bis 1960) in der Monacensia Literaturarchiv und Bibliothek, München Oktober 2000 bis April 2001. In der Stadt- und Universitätsbibliothek Bern Juni bis Oktober 2001.
- 2001 Konzeption des Liesl Karlstadt-Kabinetts (zusammen mit Herbert Woyke, Gestaltung) im Valentin-Musäum, München, das daraufhin umbenannt wurde in „Valentin-Karlstadt-Musäum“. Eröffnung am 25. Juli 2001.
- 2006 Maria Callas oder Die Kunst der Selbstinszenierung im Deutschen Theatermuseum, München, Februar bis Mai 2006. Im Österreichischen Theatermuseum, Wien, Juni bis September 2006.
- 2009 100 Jahre Lennart Bernadotte –zurück zu den Wurzeln auf Schloss Mainau, Mai bis September 2009. In der Baden-Württembergischen Landesvertretung in Berlin, Oktober 2009.
- 2012 Lena Christ. Die Glückssucherin in der Monacensia Literaturarchiv und Bibliothek, München, Juli 2012 bis April 2013.

## Veröffentlichungen
Herausgeberschaften, Gesprächsbände, Bildbände und Aufsätze (Auswahl):
- Unsere gefährdete Demokratie (mit Sabine Leutheusser-Schnarrenberger). S. Hirzel Verlag, Stuttgart 2022, ISBN 978-3-7776-3013-7.
- Islands in the Cyberstream (with Joseph Weizenbaum). Litwin Books, Sacramento, CA/USA, 2015, ISBN 978-1-63400-000-0.
- Denn alle Lust will Wandel in: Nietzscheforschung: Frauen: Ein Nietzschethema? – Nietzsche: Ein Frauenthema? (Hrsg. Renate Reschke). Akademie Verlag, Berlin 2012, ISBN 978-3-05-005679-1.
- Literarisches München – Kalender 2010, 2011, 2012 (Hrsg. Franz Klug und Gunna Wendt). Edition Ebersbach, ISBN 978-3-86915-038-3.
- Lexikon Psychologie. Hundert Grundbegriffe. (Hrsg. Stefan Jordan und Gunna Wendt). Reclams Universal-Bibliothek Nr. 18773, Stuttgart 2010, ISBN 978-3-15-018773-9.
- Benn now – Morgue & More. Benns Lyrik trifft elektronische Musik – Audio-CD (Hrsg. Björn Högsdal, Patrick Kruse, Franz Klug und Gunna Wendt). assemble ART Verlag, ISBN 978-3-941160-00-2.
- Künstlerische Selbstzweifel in: Theory of Mind. Neurobiologie und Psychologie sozialen Verhaltens (Hrsg. Hans Förstl). Springer Medizin Verlag, Heidelberg 2007, ISBN 978-3-540-27240-3.
- Maria Callas – Betrogene Bühnengöttin in: Engel und Sünderinnen. Idole der 50er Jahre (Hrsg. Brigitte Ebersbach). edition ebersbach, Berlin 2006, ISBN 3-938740-22-1.
- Wo sind sie, die Inseln der Vernunft im Cyberstrom ? (mit Joseph Weizenbaum). Herder, Freiburg, 2006, ISBN 3-451-28864-8.
- Computermacht und Gesellschaft : freie Reden / Joseph Weizenbaum. (Hrsg. Gunna Wendt und Franz Klug) Suhrkamp, Frankfurt am Main 2001, ISBN 3-518-29155-6.
- Kinder der Stadt München (Fotos Volker Derlath und Annette Hempfling). Buchendorfer, München 2001.
- Schlangen auf dem Marienplatz (Kinderbuch mit Illustrationen von Rosemarie Zacher). Buchendorfer, München 2001.
- Selberdenken ist auch eine Möglichkeit. Gespräch mit Werner Schneyder. Herder Verlag, Freiburg / Basel / Wien 1995, ISBN 3-451-04412-9
- Die Jazzfrauen (Hrsg. Gunna Wendt). Luchterhand Literaturverlag, Hamburg / Zürich 1992.
- Perspektiven an der Wand (Lyrikband mit Fotografien von Frantisek Marsalek). ex pose Verlag, Berlin 1987.